# Vincelot
Vincelot ist der Titel einer Kinderbuchreihe, die von Ellen Alpsten geschrieben und von Andrea Hebrock illustriert wird. Erschienen sind bisher vier Bände.

## Inhalt
Vincelot, ein kleiner, frecher Ritter und seine Freunde, das sprechende Schwert Jaber, die Prinzessin Paula und der Drache PurPur kämpfen gemeinsam gegen den bösen Zauberer Fürst Finster und erleben dabei immer wieder neue Abenteuer. Im Mittelpunkt steht Vincelot, der tapfer und mit viel Witz und Geschick für Gerechtigkeit kämpft.
Die Reihe thematisiert das gewaltfreie Lösen von Konflikten. Das eigenwillige Zauberschwert Jaber kämpft nur, „wenn es wirklich sein muss“. Am liebsten lösen Vincelot und sein sprechendes Schwert Konflikte mit Witz und Verstand.

## Erschienen
- Vincelot und der Feuerdrache. Coppenrath-Verlag, Münster 2012, ISBN 978-3-649-60889-9.
- Vincelot und der schwarze Ritter. Coppenrath-Verlag, Münster 2013, ISBN 978-3-649-61299-5.
- Vincelot und der Geist von Drachenfels. Coppenrath-Verlag, Münster 2014, ISBN 978-3-649-61641-2.
- Vincelot und das geheime Burgverlies. Coppenrath-Verlag, Münster 2015, ISBN 978-3-649-61691-7.